# ホンダ・RS
ホンダ・RS（アールエス）は本田技研工業が発売していたオートバイで、ロードレース用の競技専用車である。

## モデル一覧

### RS125R

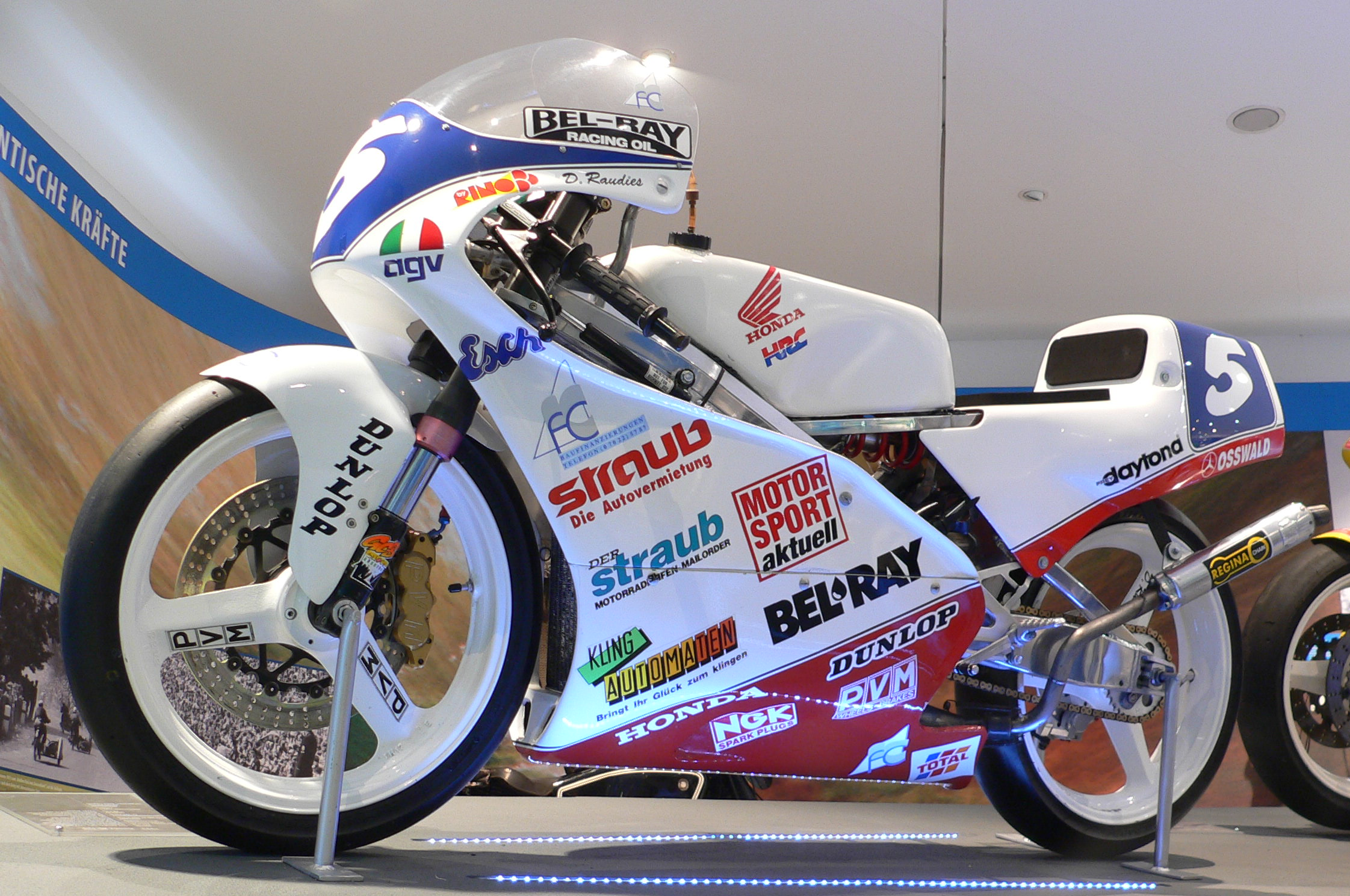
1993年に世界チャンピオンを獲得したダーク・ラウディスのマシン

RS125RはHRC(ホンダレーシングコーポレーション)製の2ストローク124 cc単気筒エンジンを搭載するレース専用マシンである。末尾にRを付けず、「RS125」と呼ばれることも多い。製造はHRCではなく、1987年モデル以降はVFR750R(RC30)やNR(市販車)と同様に本田技研工業浜松製作所で他量産車とは別ラインで製造が行われた。
ロードレース世界選手権125 ccクラスには1987年、イタリアのエツィオ・ジャノーラをライダーにプロトタイプのマシンを参戦させた。翌年からレギュレーションが変更となり、エンジンが単気筒のみに制限されるのを見越してのプロトタイプ投入であり、ホンダにとっては1968年にGP参戦を休止して以来の同クラス本格復帰で、初の2ストロークマシンでの参戦となった。翌1988年には第6戦ニュルブルクリンクでジャノーラが初優勝を果たした。そして1990年に17歳のロリス・カピロッシが初めてチャンピオンを獲得して以降、RS125Rは以下のとおり、のべ9名の世界チャンピオンを輩出した。
- ロリス・カピロッシ - 1990年,1991年
- ダーク・ラウディス - 1993年
- 青木治親 - 1995年,1996年
- エミリオ・アルサモラ - 1999年
- ダニ・ペドロサ - 2003年（RS125RW）
- アンドレア・ドヴィツィオーゾ - 2004年
- トーマス・ルティ - 2005年

しかし、ホンダは2004年に車体を、2005年にエンジンのキットパーツの開発を終了させてしまったため、ライバルのアプリリアに対して性能の差が大きくなり、2009年時点で、RS125Rでグランプリにフル参戦するライダーはほぼ皆無になってしまった。また125 ccクラス自体も2012年より「Moto3」クラスにリニューアルされ、2ストロークエンジンのマシンは参戦不可となったため、後継車両としてNSF250Rが登場している（RS125R用のパーツの多くがNSF250Rでも利用可能であることからも、後継車両であることがわかる）。

#### 諸元
1984年型RS125Rは4型となった。
1984年型RS125R 4型諸元
- エンジン - 水冷2ストローク単気筒
  - 内径56 mm × 行程50.7 mm
  - 排気量 - 124 cc
  - 出力 - 32 PS / 11,500 rpm
  - トルク - 2.05 kg·m / 11,250 rpm
- ギヤボックス - 6段
- 車体
  - フレーム - 大径肉薄パイプ
  - 全長 - 1,820 mm、全幅 - 510 mm、全高 - 1,050 mm
  - ホイールベース - 1,230 mm
  - 車重（乾燥）- 72 kg
- サスペンション
  - フロントサスペンション - テレスコピック
  - リアサスペンション - 角型スチールスイングアーム[注釈 1]（2本サス）
- ブレーキ
  - フロントブレーキ - ディスクブレーキ（シングルディスク）
  - リアブレーキ - ディスクブレーキ
- ホイール系
  - ホイール - リム&スポーク
  - タイヤサイズ - 前輪 80/90-18、後輪 80/90-18
- 始動方式 - 押しがけ
- 価格 - 69万円

1986年型はPJ型キャブレターの大径化など吸気系を変更した。
1986年型RS125R諸元
- エンジン - 水冷2ストローク単気筒
  - 内径56 mm × 行程50.7 mm
  - 排気量 - 124.9 cc
  - 圧縮比 - 7.7
  - 出力 - 34 PS / 11,500 rpm
  - トルク - 2.1 kg·m / 11,500 rpm
- ギヤボックス - 6段
- 吸気系
  - キャブレター - PJ型 直径36 mm
- 車体
  - フレーム - 大径肉薄パイプ
  - 全長 - 1,820 mm、全幅 - 510 mm、全高 - 1,050 mm
  - ホイールベース - 1,230 mm
  - 車重（乾燥）- 73 kg
- サスペンション
  - フロントサスペンション - テレスコピック
  - リアサスペンション - 角型スチールスイングアーム[注釈 1]（2本サス）
- ブレーキ
  - フロントブレーキ - ディスクブレーキ（シングルディスク）
  - リアブレーキ - ディスクブレーキ
- ホイール系
  - ホイール - リム&スポーク
  - タイヤサイズ - 前輪 2.50/2.75-18、後輪 2.75/3.75-18
- 始動方式 - 押しがけ
- 価格 - 72万5千円

1987年型はフレームがアルミニウム合金ボックスフレームとなり、またニューマシンとされ、フルモデルチェンジを行い発売された。
1987年型RS125R諸元
- エンジン - 水冷2ストローク単気筒
  - 内径54 mm × 行程54.4 mm
  - 排気量 - 124 cc
  - 出力 - 36 PS / 12,000 rpm
  - トルク - 2.23 kg·m / 11,500 rpm
- ギヤボックス - 6段
- 車体
  - フレーム - アルミニウム合金 ボックスフレーム
  - ホイールベース - 1,260 mm
  - 車重（乾燥）- 69 kg
- サスペンション
  - フロントサスペンション - テレスコピック
  - リアサスペンション - 角型パイプスイングアーム[注釈 1] & カンチレバー（1本サス）
- ブレーキ
  - フロントブレーキ - ディスクブレーキ（シングルディスク）
  - リアブレーキ - ディスクブレーキ
- ホイール系
  - ホイール - リム&スポーク
  - タイヤサイズ - 前輪 2.50/2.75-18、後輪 2.75/3.75-18
- 始動方式 - 押しがけ
- 価格 - 76万円

1988年型は、エキゾーストパイプの配置が今までの右側から左側に変更となった。
1988年型RS125R諸元
- エンジン - 水冷2ストローク単気筒
  - 内径54 mm × 行程54.5 mm
  - 排気量 - 124 cc
  - 出力 - 37 PS / 12,000 rpm
  - トルク - 2.3 kg·m / 11,500 rpm
- ギヤボックス - 6段
- 車体
  - フレーム - アルミニウム合金 ボックスフレーム
  - 全長 - 1,860 mm、全幅 - 510 mm、全高 - 995 mm
  - ホイールベース - 1,260 mm
  - 車重（乾燥）- 69 kg
- サスペンション
  - フロントサスペンション - テレスコピック
  - リアサスペンション - 角パイプスイングアーム[注釈 1] & カンチレバー（1本サス）
- ブレーキ
  - フロントブレーキ - ディスクブレーキ（シングルディスク）
  - リアブレーキ - ディスクブレーキ
- ホイール系
  - ホイール - リム&スポーク
  - タイヤサイズ -
- 始動方式 - 押しがけ
- 価格 - 77万円

1989年型は小変更を加えて完成度を高くした。
1989年型RS125R諸元
- エンジン - 水冷2ストローク単気筒
  - 内径54 mm × 行程54.5 mm
  - 排気量 - 124 cc
  - 出力 - 38 PS / 12,000 rpm
  - トルク - 2.3 kg·m / 11,500 rpm
- ギヤボックス - 6段
- 車体
  - フレーム - アルミニウム合金 ボックスフレーム
  - 全長 - 1,825 mm、全幅 - 560 mm、全高 - 995 mm
  - ホイールベース - 1,260 mm
  - 車重（乾燥）- 68.5 kg
- サスペンション
  - フロントサスペンション - テレスコピック
  - リアサスペンション - 角パイプ スイングアーム[注釈 1] & カンチレバー（1本サス）
- ブレーキ
  - フロントブレーキ - ディスクブレーキ（シングルディスク）
  - リアブレーキ - ディスクブレーキ
- ホイール系
  - ホイール - リム&スポーク
  - タイヤサイズ -
- 始動方式 - 押しがけ
- 価格 - 77万円

1991年型はマイナーチェンジであった。
1991年型RS125R諸元
- エンジン - 水冷2ストローククランクケースリードバルブ単気筒
  - 内径54 mm × 行程54.5 mm
  - 排気量 - 124 cc
  - 出力 - 39 PS / 12,000 rpm
  - トルク - 2.3 kg·m / 11,500 rpm
- ギヤボックス - 6段
- 車体
  - フレーム - アルミニウム合金 ボックスフレーム
  - 全長 - 1,830 mm、全幅 - 560 mm、全高 - 985 mm
  - ホイールベース - 1,260 mm
  - 車重（半乾燥）- 68 kg
  - フロントサスペンション - テレスコピック
  - リアサスペンション - 角パイプ スイングアーム[注釈 1] & カンチレバー（1本サス）
- ブレーキ
  - フロントブレーキ - ディスクブレーキ（シングルディスク）
  - リアブレーキ - ディスクブレーキ
- ホイール系
  - ホイール - キャストホイール
  - タイヤサイズ -
- 始動方式 - 押しがけ
- 価格 - 78万円

1992年型はエンジンをマイナーチェンジし、また、別売でセットアップキットが販売された。
1992年型RS125R諸元
- エンジン - 水冷2ストローク クランクケースリードバルブ単気筒
  - 内径54 mm × 行程54.5 mm
  - 排気量 - 124 cc
  - 出力 - 41 PS / 12,000 rpm
  - トルク - 2.4 kg·m / 11,500 rpm
- ギヤボックス - 6段
- 車体
  - フレーム - アルミニウム合金 ボックスフレーム
  - 全長 - 1,830 mm、全幅 - 560 mm、全高 - 985 mm
  - ホイールベース - 1,260 mm
  - 車重（乾燥）- 71 kg
  - フロントサスペンション - テレスコピック
  - リアサスペンション - 角パイプ スイングアーム[注釈 1] & カンチレバー（1本サス）
- ブレーキ
  - フロントブレーキ - ディスクブレーキ（シングルディスク）
  - リアブレーキ - ディスクブレーキ
- ホイール系
  - ホイール - キャストホイール
  - タイヤサイズ -
- 始動方式 - 押しがけ
- 価格 - 78万円
- セットアップキット価格 - 14万5千円
- 発売日 - 1992年1月

1993年型は1993年1月に発売された。1994年型は1993年11月に発売され、ポート形状を変更してパワーアップを図った。
1994年型RS125R諸元
- エンジン - 水冷2ストローククランクケースリードバルブ単気筒
  - 内径54 mm × 行程54.5 mm
  - 排気量 - 124 cc
  - 出力 - 43 PS / 12,000 rpm
  - トルク - 2.5 kg·m / 11,500 rpm
- ギヤボックス - 6段
- 車体
  - フレーム - アルミニウム合金 ボックスフレーム
  - 全長 - 1,830 mm、全幅 - 560 mm、全高 - 985 mm
  - ホイールベース - 1,255 mm
  - 車重（乾燥）- 71 kg
  - フロントサスペンション - テレスコピック
  - リアサスペンション - 角パイプ スイングアーム[注釈 1] & カンチレバー（1本サス）
- ブレーキ
  - フロントブレーキ - ディスクブレーキ（シングルディスク）
  - リアブレーキ - ディスクブレーキ
- ホイール系
  - ホイール - キャストホイール
  - タイヤサイズ -
- 始動方式 - 押しがけ
- 価格 - 79万円
- 発売日 - 1993年11月

1995年型はエンジンのクランクケースをそれまで使ってきたモトクロッサーであるCR派生からRS専用の新設計にし、振動抑制のためにバランスシャフトを採用したことと、大きく改良された車体を採用され、フルモデルチェンジを行い発売された。
1995年型RS125R諸元
- エンジン - 水冷2ストローククランクケースリードバルブ単気筒バランスシャフト内蔵
  - 内径54 mm × 行程54.5 mm
  - 排気量 - 124 cc
  - 圧縮比 - 8.7
  - 出力 - 43.5 PS / 12,000 rpm
  - トルク - 2.55 kg·m / 12,000 rpm
- ギヤボックス - 6段
- 車体
  - フレーム - アルミニウム合金 ボックスフレーム
  - 全長 - 1,800 mm、全幅 - 570 mm、全高 - 985 mm
  - ホイールベース - 1,215 mm
  - 車重（乾燥）- 71 kg
  - フロントサスペンション - 倒立式テレスコピック
  - リアサスペンション - 角パイプ スイングアーム[注釈 1] & プロリンク（1本サス）
- ブレーキ
  - フロントブレーキ - ディスクブレーキ（シングルディスク）
  - リアブレーキ - ディスクブレーキ
- ホイール系
  - ホイール - キャストホイール
  - タイヤサイズ -
- 始動方式 - 押しがけ
- 価格 - 86万円
- 発売日 - 1994年10月15日

1996年型はミッションオイルの少量化、かつ摩擦によるパワー損失の軽減化を図った。
1996年型RS125R諸元
- エンジン - 水冷2ストローク クランクケースリードバルブ単気筒
  - 内径54 mm × 行程54.5 mm
  - 排気量 - 124 cc
  - 圧縮比 - 8.41
  - 出力 - 43.5 PS / 12,000 rpm
  - トルク - 2.55 kg·m / 12,000 rpm
- ギヤボックス - 6段
- 車体
  - フレーム - アルミニウム合金 ボックスフレーム
  - 全長 - 1,800 mm、全幅 - 570 mm、全高 - 985 mm
  - ホイールベース - 1,215 mm
  - 車重（半乾燥）- 71 kg
  - フロントサスペンション - 倒立式テレスコピック
  - リアサスペンション - 角パイプ スイングアーム[注釈 1] & プロリンク（1本サス）
- ブレーキ
  - フロントブレーキ - ディスクブレーキ（シングルディスク）
  - リアブレーキ - ディスクブレーキ
- ホイール系
  - ホイール - キャストホイール
  - タイヤサイズ - 前 2.50-17、後 3.50-17
- 始動方式 - 押しがけ
- 価格 - 87万円
- 発売日 - 1995年10月1日

1996年8月に、レギュレーションの変更に合わせて、無鉛ガソリンに対応したRS125Rが発売された。
1997年型無鉛ガソリン対応RS125R諸元
- エンジン - 水冷2ストローク クランクケースリードバルブ単気筒（無鉛ガソリン対応）
  - 内径54 mm × 行程54.5 mm
  - 排気量 - 124 cc
  - 圧縮比 -
  - 出力 - 43 PS / 12,000 rpm
  - トルク - 2.5 kg·m / 11,500 rpm
- ギヤボックス - 6段
- 車体
  - フレーム - アルミニウム合金 ボックスフレーム
  - 全長 - 1,800 mm、全幅 - 570 mm、全高 - 985 mm
  - ホイールベース - 1,215 mm
  - 車重（半乾燥）- 71 kg
  - フロントサスペンション -倒立式テレスコピック
  - リアサスペンション - 角パイプ スイングアーム[注釈 1] & プロリンク（1本サス）
- ブレーキ
  - フロントブレーキ - ディスクブレーキ（シングルディスク）
  - リアブレーキ - ディスクブレーキ
- ホイール系
  - ホイール - キャストホイール
  - タイヤサイズ - 前 2.50-17、後 3.50-17
- 始動方式 - 押しがけ
- 価格 - 87万円
- セットアップキット価格 - 12万円
- エンジン・アセンブリー価格 - 31万5千円
- 発売日 - 1996年8月10日

1998年型はケーヒン製ショートPJキャブレターを装備した。
1998年型RS125R諸元
- エンジン - 水冷2ストローク クランクケースリードバルブ単気筒
  - 内径54 mm × 行程54.5 mm
  - 排気量 - 124 cc
  - 圧縮比 - 7.85
  - 出力 - 43.5 PS / 12,250 rpm
  - トルク - 2.5 kg·m / 11,500 rpm
- ギヤボックス - 6段
- 車体
  - フレーム - アルミニウム合金 ボックスフレーム
  - 全長 - 1,800 mm、全幅 - 570 mm、全高 - 985 mm
  - ホイールベース - 1,215 mm
  - 車重 - 71 kg
  - フロントサスペンション - 倒立式テレスコピック
  - リアサスペンション - 角パイプ スイングアーム[注釈 1] & プロリンク（1本サス）
- ブレーキ
  - フロントブレーキ - ディスクブレーキ（シングルディスク）
  - リアブレーキ - ディスクブレーキ
- ホイール系
  - ホイール - キャストホイール
  - タイヤサイズ - 前 2.50-17、後 3.50-17
- 始動方式 - 押しがけ
- 価格 - 87万円
- 発売日 - 1996年10月

### RS125R-W
RS125R-W（アールエスひゃくにじゅうごアール-ダブリュー）は、ホンダRSC（レーシングスポーツクラブ）/HRC（ホンダレーシングコーポレーション）製の市販ロードレーサーである。

#### 諸元
1980年にRSCから販売された水冷2ストローク単気筒125 ccの市販ロードレーサーである。空冷エンジンのMT125Rの後継機として、CR125Rの水冷エンジンを搭載する。
1980年型RS125R-W諸元
- エンジン - 水冷2ストローク単気筒
  - 内径55.5 mm × 行程50.7 mm
  - 排気量 - 123 cc
  - 圧縮比 - 8.0
  - 出力 - 31 PS / 11,300 rpm
  - トルク - 2.2 kg·m / 11,000 rpm
- ギヤボックス - 6段
- 車体
  - フレーム - 大径肉薄パイプ
  - 全長 - 1,868 mm、全幅 - 510 mm、全高 - 1,035 mm
  - ホイールベース - 1,270 mm
  - 車重（乾燥）- 71 kg
- サスペンション
  - フロントサスペンション - テレスコピック
  - リアサスペンション - スイングアーム[注釈 1]（2本サス）
- ブレーキ
  - フロントブレーキ - ディスクブレーキ（シングルディスク）
  - リアブレーキ - ディスクブレーキ
- ホイール系
  - ホイール - リム&スポーク
  - タイヤサイズ - 前輪 2.50-18、後輪 2.50-18
- 始動方式 - 押しがけ
- 価格 - 59万円

1981年型は全日本ロードレース選手権に出場するライダーを対象としたRSC製のマシン。
1981年型RS125R-W諸元
- エンジン - 水冷2ストローク単気筒
  - 内径55.5 mm × 行程50.7 mm
  - 排気量 - 123 cc
  - 圧縮比 - 8.0
  - 出力 - 31 PS / 11,500 rpm
  - トルク - 1.95 kg·m / 11,200 rpm
- ギヤボックス - 6段
- 車体
  - フレーム - 大径肉薄パイプ
  - 全長 - 1,835 mm、全幅 - 510 mm、全高 - 1,040 mm
  - ホイールベース - 1,230 mm
  - 車重 - 74 kg
- サスペンション
  - フロントサスペンション - テレスコピック
  - リアサスペンション - スイングアーム[注釈 1]（2本サス）
- ブレーキ
  - フロントブレーキ - ディスクブレーキ（シングルディスク）
  - リアブレーキ - ディスクブレーキ
- ホイール系
  - ホイール - リム&スポーク
  - タイヤサイズ - 前輪 80/90-18、後輪 80/90-18
- 始動方式 - 押しがけ
- 価格 - 59万円（スペアパーツ込み、カウル無し）

1983年型RS125R-W IIIは、HRC製の市販ロードレーサーである。フレームの高剛性化ためにスイングアーム・ピボットのエンジンマウントやめ、スイングアームを角型スチール製にする。
1983年型RS125R-W III諸元
- エンジン - 水冷2ストローク単気筒
  - 内径55.5 mm × 行程50.7 mm
  - 排気量 - 123 cc
  - 出力 - 32 PS / 11,500 rpm
  - トルク - 1.95 kg·m / 11,250 rpm
- ギヤボックス - 6段
- 車体
  - フレーム - 大径肉薄パイプ
  - 全長 - 2,025 mm、全幅 - 510 mm、全高 - 1,156 mm
  - ホイールベース - 1,245 mm
  - 車重（乾燥）- 72 kg
- サスペンション
  - フロントサスペンション - テレスコピック
  - リアサスペンション - 角型スチール スイングアーム[注釈 1]（2本サス）
- ブレーキ
  - フロントブレーキ - ディスクブレーキ（シングルディスク）
  - リアブレーキ - ディスクブレーキ
- ホイール系
  - ホイール - リム&スポーク
  - タイヤサイズ - 前輪 80/90-18、後輪 80/90-18
- 始動方式 - 押しがけ
- 価格 - 61万7千円

### RS250R
RS250Rは、2ストローク249 cc V型2気筒エンジンを搭載するレース専用マシン。ロードレース世界選手権GP250クラスなどのカテゴリを戦う。RS250RWは有力エントラントにホンダから供給されたスペシャルモデルで後継はNSR250。
1985年にフレディ・スペンサーがRS250RWで250ccクラスの世界チャンピオン獲得。同年に小林大が250 ccクラスの全日本チャンピオンとなる。（フレディー・スペンサーのチャンピオンマシンは開発コードがNV1Aとなっていたが、アントン・マンクなどのRS250RWの開発コードはNW1Aとなっていたように、完全ワンオフのマシンで、事実上NSR500のエンジンの排気量と気筒数を半分したと比喩されるような仕様で、事実上スペンサー以外は扱えない程のピーキーなエンジン）。その後ホンダは01年にNSR250の開発を終了し、02年限りでレースから退役とさせた一方で、NSRの後継としてキットとはいうもの、実際はエンジンのクランクケース、サブフレームなどの一部パーツ以外は別物のため、ほぼワークス用のワンオフに近いパーツを組み込んだRS250RWを投入したが、2007年をもって開発を終了した。GP250クラス最後となった2009年に青山博一が2年落ちとなるRS250RWでGP250クラス最後のチャンピオンを獲得している。

#### 諸元
RS250Rは、HRC製の市販ロードレーサーである。
1984年型RS250R諸元
- エンジン - 水冷2ストローク ピストンリードバルブV型2気筒
  - 内径56 mm × 行程50.6 mm
  - 排気量 - 249 cc
  - 出力 - 68 PS / 11,500 rpm
  - トルク - 4 kg·m / 11,250 rpm
- ギヤボックス - 6段
- 車体
  - フレーム - アルミニウム合金角パイプ ダブルクレードル
  - 全長 - 1,950 mm、全幅 - 600 mm、全高 - 1,065 mm
  - ホイールベース - 1,350 mm
  - 車重（乾燥）- 97 kg
- サスペンション
  - フロントサスペンション - テレスコピック
  - リアサスペンション - 角パイプ スイングアーム[注釈 1] & プロリンクサス（1本サス）
- ブレーキ
  - フロントブレーキ - ディスクブレーキ（ダブルディスク）
  - リアブレーキ - ディスクブレーキ
- ホイール系
  - ホイール - キャストホイール
  - タイヤサイズ - 前輪 3.25/4.50-18、後輪 3.75/5.00-18
- 始動方式 - 押しがけ
- 価格 - 160万円

1986年型は排気デバイスATACを装備し、折れのない出力曲線を描く。フロントホイールは17インチとなる。
1986年型RS250R諸元
- エンジン - 水冷2ストローク ピストンリードバルブV型2気筒
  - 内径56 mm × 行程50.6 mm
  - 排気量 - 249 cc
  - 圧縮比 - 7.7
  - 出力 - 71 PS / 11,750 rpm
  - トルク - 4.35 kg·m / 11,500 rpm
- ギヤボックス - 6段
- 車体
  - フレーム - アルミニウム合金 ツインチューブ
  - 全長 - 1,960 mm、全幅 - 600 mm、全高 - 1,065 mm
  - ホイールベース - 1,340 mm
  - 車重（乾燥）- 103 kg
- サスペンション
  - フロントサスペンション - テレスコピック
  - リアサスペンション - 角パイプ スイングアーム[注釈 1] & プロリンクサス（1本サス）
- ブレーキ
  - フロントブレーキ - ディスクブレーキ（ダブルディスク）
  - リアブレーキ - ディスクブレーキ
- ホイール系
  - ホイール - キャストホイール
  - タイヤサイズ - 前輪 3.25/4.50-17、後輪 3.75/5.00-18
- 始動方式 - 押しがけ
- 価格 - 160万円

1987年型RS250R諸元。
- エンジン - 水冷2ストローク ピストンリードバルブV型2気筒
  - 内径54 mm × 行程54.4 mm
  - 排気量 - 249 cc
  - 圧縮比 - 7.7
  - 出力 - 72 PS / 12,000 rpm
  - トルク - 4.4 kg·m / 11,500 rpm
- ギヤボックス - 6段
- 車体
  - フレーム - アルミニウム合金 ツインチューブ
  - 全長 - 1,960 mm、全幅 - 600 mm、全高 - 1,065 mm
  - ホイールベース - 1,336 mm
  - 車重（乾燥）- 103 kg
- サスペンション
  - フロントサスペンション - テレスコピック
  - リアサスペンション - 角パイプ スイングアーム[注釈 1] & プロリンクサス（1本サス）
- ブレーキ
  - フロントブレーキ - ディスクブレーキ（ダブルディスク）
  - リアブレーキ - ディスクブレーキ
- ホイール系
  - ホイール - キャストホイール
  - タイヤサイズ - 前輪 3.25/4.50-17、後輪 3.75/5.00-18
- 始動方式 - 押しがけ
- 価格 - 160万円

1988年型は、クランクシャフトやポートの設計が変わり、ワークスマシンNSR250により近い能力を持つようになる。
1988年型RS250R諸元
- エンジン - 水冷2ストローク ピストンリードバルブV型2気筒
  - 内径54 mm × 行程54.4 mm
  - 排気量 - 249 cc
  - 圧縮比 -
  - 出力 - 74 PS / 12,250 rpm
  - トルク - 4.4 kg·m / 12,000 rpm
- ギヤボックス - 6段
- 車体
  - フレーム - アルミニウム合金 ツインチューブ
  - 全長 - 1,940 mm、全幅 - 645 mm、全高 - 1,050 mm
  - ホイールベース - 1,330 mm
  - 車重（乾燥）- 104 kg
- サスペンション
  - フロントサスペンション - テレスコピック
  - リアサスペンション - 角パイプ スイングアーム[注釈 1] & プロリンクサス（1本サス）
- ブレーキ
  - フロントブレーキ - ディスクブレーキ（ダブルディスク）
  - リアブレーキ - ディスクブレーキ
- ホイール系
  - ホイール - キャストホイール
  - タイヤサイズ -
- 始動方式 - 押しがけ
- 価格 - 165万円

1989年型は、ワークスマシンNSR250の市販版である。
1989年型RS250R諸元
- エンジン - 水冷2ストローク ピストンリードバルブV型2気筒
  - 内径54 mm × 行程54.4 mm
  - 排気量 - 249 cc
  - 圧縮比 -
  - 出力 - 76 PS / 12,000 rpm
  - トルク - 4.6 kg·m / 11,500 rpm
- ギヤボックス - 6段
- 車体
  - フレーム - アルミニウム合金 ツインチューブ
  - 全長 - 1,935 mm、全幅 - 640 mm、全高 - 1,075 mm
  - ホイールベース - 1,330 mm
  - 車重（乾燥）- 102 kg
- サスペンション
  - フロントサスペンション - テレスコピック
  - リアサスペンション - 角パイプ スイングアーム[注釈 1] & プロリンクサス（1本サス）
- ブレーキ
  - フロントブレーキ - ディスクブレーキ（ダブルディスク）
  - リアブレーキ - ディスクブレーキ
- ホイール系
  - ホイール - キャストホイール
  - タイヤサイズ -
- 始動方式 - 押しがけ
- 価格 - 165万円

1992年型は、フロントフォークを倒立フォークとし、また、排気系のマイナーチェンジで加速力アップを図る。
1992年型RS250R諸元
- エンジン - 水冷2ストローク クランクケースリードバルブV型2気筒
  - 内径54 mm × 行程54.5 mm
  - 排気量 - 249 cc
  - 圧縮比 -
  - 出力 - 82 PS / 12,000 rpm
  - トルク - 4.95 kg·m / 11,500 rpm
- ギヤボックス - 6段
- 車体
- フレーム - アルミニウム合金 ツインチューブ
  - 全長 - 1,945 mm、全幅 - 640 mm、全高 - 1,035 mm
  - ホイールベース - 1,330 mm
  - 車重（乾燥）- 103 kg
- サスペンション
  - フロントサスペンション - 倒立式テレスコピック
  - リアサスペンション - 角パイプ スイングアーム[注釈 1] & プロリンクサス（1本サス）
- ブレーキ
  - フロントブレーキ - ディスクブレーキ（ダブルディスク）
  - リアブレーキ - ディスクブレーキ
- ホイール系
  - ホイール - キャストホイール
  - タイヤサイズ -
- 始動方式 - 押しがけ
- 価格 - 165万円
- 発売日 - 1991年12月

1993年型は前年にNSRがフルモデルチェンジを行ったことから、それと同様にエンジンバンク角を90度から狭角にするなどの大改良を行い、フルモデルチェンジ行い販売された。
1993年型RS250R諸元
- エンジン - 水冷2ストローク クランクケースリードバルブV型2気筒（挟角 72°[要出典]）
  - 内径54 mm × 行程54.5 mm
  - 排気量 - 249 cc
  - 圧縮比 - 8.44
  - 出力 - 87 PS / 12,500 rpm
  - トルク - 5.03 kg·m / 12,000 rpm
- ギヤボックス - 6段
- 車体
  - 全長 - 1,954 mm、全幅 - 640 mm、全高 - 1,030 mm
  - ホイールベース - 1,340 mm
  - 車重（乾燥）- 102 kg
- サスペンション
  - フロントサスペンション - 倒立式テレスコピック
  - リアサスペンション - 角パイプ スイングアーム[注釈 1] & プロリンクサス（1本サス）
- ブレーキ
  - フロントブレーキ - ディスクブレーキ（ダブルディスク）
  - リアブレーキ - ディスクブレーキ
- ホイール系
  - ホイール - キャストホイール
  - タイヤサイズ -
- 始動方式 - 押しがけ
- 価格 - 168万円（セットアップキット無し）・179万円（セットアップキット有り）
- 発売日 - 1992年11月

1994年型はブレーキキャリパーをブレンボ製を装備。
1994年型RS250R諸元
- エンジン - 水冷2ストローク クランクケースリードバルブV型2気筒（挟角72°）
  - 内径54 mm × 行程54.5 mm
  - 排気量 - 249 cc
  - 圧縮比 - 8.44
  - 出力 - 87 PS / 12,500 rpm
  - トルク - 5.03 kg·m / 12,000 rpm
- ギヤボックス - 6段
- 車体
  - 全長 - 1,954 mm、全幅 - 640 mm、全高 - 1,030 mm
  - ホイールベース - 1,340 mm
  - 車重（乾燥）- 102 kg
- サスペンション
  - フロントサスペンション - 倒立式テレスコピック
  - リアサスペンション - 角パイプ スイングアーム[注釈 1] & プロリンクサス（1本サス）
- ブレーキ
  - フロントブレーキ - ディスクブレーキ（ダブルディスク）
  - リアブレーキ - ディスクブレーキ
- ホイール系
  - ホイール - キャストホイール
  - タイヤサイズ -
- 始動方式 - 押しがけ
- 価格 - 169万円
- 発売日 - 1993年11月

1995年型はサスペンションの設定をマイナーチェンジ。
1995年型RS250R諸元
- エンジン - 水冷2ストローク クランクケースリードバルブV型2気筒（挟角72°）
  - 内径54 mm × 行程54.5 mm
  - 排気量 - 249 cc
  - 圧縮比 - 8.44
  - 出力 - 87 PS / 12,500 rpm
  - トルク - 5.03 kg·m / 12,000 rpm
- ギヤボックス - 6段
- 車体
  - 全長 - 1,954 mm、全幅 - 640 mm、全高 - 1,030 mm
  - ホイールベース - 1,340 mm
  - 車重（乾燥）- 102 kg
- サスペンション
  - フロントサスペンション - 倒立式テレスコピック
  - リアサスペンション - 角パイプ スイングアーム[注釈 1] & プロアームサス（1本サス）
- ブレーキ
  - フロントブレーキ - ディスクブレーキ（ダブルディスク）
  - リアブレーキ - ディスクブレーキ
- ホイール系
  - ホイール - キャストホイール
  - タイヤサイズ - 前 3.75-17、後 5.50-17
- 始動方式 - 押しがけ
- 価格 - 179万円
- 発売日 - 1994年11月1日

1996年型はV型エンジンの挟角が1995年型の72°から75°へ変更された。また、排気バルブとカウルをワークスマシンのNSRに準じて変更。
1996年型RS250R諸元
- エンジン - 水冷2ストローク クランクケースリードバルブV型2気筒（挟角 75°）
  - 内径54 mm × 行程54.5 mm
  - 排気量 - 249 cc
  - 圧縮比 - 8.04
  - 出力 - 87 PS / 12,500 rpm
  - トルク - 5.03 kg·m / 12,000 rpm
- ギヤボックス - 6段
- 車体
  - 全長 - 1,954 mm、全幅 - 640 mm、全高 - 1,030 mm
  - ホイールベース - 1,340 mm
  - 車重（乾燥）- 102 kg
- サスペンション
  - フロントサスペンション - 倒立式テレスコピック
  - リアサスペンション - 角パイプ スイングアーム[注釈 1] & プロリンクサス（1本サス）
- ブレーキ
  - フロントブレーキ - ディスクブレーキ（ダブルディスク）
  - リアブレーキ - ディスクブレーキ
- ホイール系
  - ホイール - キャストホイール
  - タイヤサイズ - 前 3.75-17、後 5.50-17
- 始動方式 - 押しがけ
- 価格 - 179万円
- 発売日 - 1995年11月1日

1998年型は無鉛ガソリンへの対応による変更とラムエアダクト機構の標準装備化。カウルのスクリーンを高くし、ライダーの負担軽減を図る。
1998年型RS250R諸元
- エンジン - 水冷2ストローク クランクケースリードバルブV型2気筒
  - 内径54 mm × 行程54.5 mm
  - 排気量 - 249 cc
  - 圧縮比 - 7.46
  - 出力 - 87 PS / 12,500 rpm
  - トルク - 5.0 kg·m / 12,000 rpm
- ギヤボックス - 6段
- 車体
  - 全長 - 1,954 mm、全幅 - 640 mm、全高 - 1,060 mm
  - ホイールベース - 1,340 mm
  - 車重 - 102 kg
- サスペンション
  - フロントサスペンション - 倒立式テレスコピック
  - リアサスペンション - 角パイプ スイングアーム[注釈 1] & プロリンクサス（1本サス）
- ブレーキ
  - フロントブレーキ - ディスクブレーキ（ダブルディスク）
  - リアブレーキ - ディスクブレーキ
- ホイール系
  - ホイール - キャストホイール
  - タイヤサイズ - 前 3.50-17、後 5.50-17
- 始動方式 - 押しがけ
- 価格 - 179万円
- 発売日 - 1997年11月

2001年型は設計変更を行い、フルモデルチェンジを行って販売された。
2001年型RS250R諸元
- エンジン - 水冷2ストローク クランクケースリードバルブV型2気筒
  - 内径54 mm × 行程54.5 mm
  - 排気量 - 249 cc
  - 圧縮比 - 7.46
  - 出力 - 92 PS / 12,500 rpm
  - トルク - 5.33 kg·m / 12,000 rpm
- ギヤボックス - 6段
- 車体
  - 全長 - 1,954 mm、全幅 - 640 mm、全高 - 1,060 mm
  - ホイールベース - 1,340 mm
  - 車重 - 102 kg
- サスペンション
  - フロントサスペンション - 倒立式テレスコピック
  - リアサスペンション - 角パイプスイングアーム[注釈 1] & プロリンクサス（1本サス）
- ブレーキ
  - フロントブレーキ - ディスクブレーキ（ダブルディスク）
  - リアブレーキ - ディスクブレーキ
- ホイール系
  - ホイール - キャストホイール
  - タイヤサイズ - 前 3.50-17、後 5.50-17
- 始動方式 - 押しがけ
- 価格 - 184万円
- 発売日 - 2000年11月

### RS500R
RS500Rは、HRC製の市販ロードレーサーで、1983年に発売された。前年に発表されたホンダ・NS500の量産モデルであり、両車には共通点が多かった。排気量498.6 ccの2サイクル水冷V型3気筒（前バンク1気筒・後バンク2気筒）エンジンが搭載された。基本価格はヤマハ・TZ500、スズキ・RGB500が300万円程度であった当時に500万円と高額であったが、前年度のNS500よりも若干落ちる程度の高いパフォーマンスを発揮すること、若手ライダー（例：ワイン・ガードナー、レイモン・ロッシュ）を中心にワークスNS500の格落ちエンジンや部品が供給されたことから、多くのライダーが選択した。
セッティングの幅が広く様々な味付けが可能なマシンでもあった。ライディングポジションやギヤシフトのパターンだけでなく、パワー特性、ハンドリング等の基本的な部分にマシン一台一台の個性が出ていた。それまでの市販レーサー、ヤマハ・TZ350、250、500、ドゥカティ750、スズキ・RG500、RGB500などはどのライダーが乗ってもほぼ同じ特徴を示していたが、RS500はセッティングの自由度が比較にならない程広かった。例としてスタンダード仕様でフロントホイールが16インチ、リヤが18インチ（または16インチ）だが、前後18インチホイールへの換装や、フレームを欧州のフレームビルダー（コンストラクター）であるニコバッカ製やシュバリエ製に特注し、換装するケースもあった（片山敬済のニコバッカ製、ディディエ・デ・ラディゲスのシュバリエ製など。）。またエンジンを高度にチューンしワークスホンダに迫るスピードを発揮したチームもあった。ロスマンズホンダチームのRS500エンジンはベンチ計測においてワークスNS500のエンジンパワーを凌いでいたと言われている。
1983年シーズンは前述のロッシュ以外にもユーゴスラビアGPでプライベートライダーとしてRS500を駆るイタリアのジョヴァンニ・ペラティエがワークスNS500を駆るマルコ・ルッキネリをコンマ3秒差で抑え、8位に入賞した。また、デイブ・ピーターセン（南アフリカ）、ブット・ファン・ドルメン（オランダ）、ファビオ・ビリオッティ（イタリア）、グスタフ・レイナー（ドイツ）、ピエール・エティエンヌ・サミン（フランス）らによって上位入賞することも多数あった。1984年シーズンの世界GPではワイン・ガードナーやレイモン・ロッシュが表彰台に上がり、ロッシュはポール・ポジションの獲得もあった。
RSを市販化した一方、ホンダは翌1984年に4気筒エンジン搭載の新ワークスマシンNSR500の開発に着手しており、1986年に新たなアルミフレームのRS500がリリースされたが、RSを使用するプライベートチームでは好成績を収めることができなくなっていた。しかし、4気筒のNSR500を基にした市販車両や、他メーカーの同クラス車両は市販されていなかったため、プライベートチームは部品をやりくりしながらRS500Rを使用し続けた。そんな中、1988年にテクニカルスポーツ関東の五百部徳雄（現 I.ファクトリー代表）が、ワークスマシンが数多く参加する全日本ロードレース選手権500ccクラスにおいてRS500で1勝を挙げた。日本国内では、1990年に松本憲明が使用したのが最後であった。
実質的な後継車両として、1997年より市販が開始されたNSR500Vがある。

#### 車両解説
ワークスNSとそのカスタマー供給型RSはフロントカウリング、シートカウル、タンクなどはほぼ同一であり、多くの部品の基本設計が同一で互換性があるが、量産化にあたってグレードやコストを下げられているため多くの差異がある。
RS、NSどちらもアルミ合金製の手曲げ加工によって製作された。性能と外観はほとんど差はないが、1985年仕様のロスマンズホンダブリテンチームのNSでは前輪荷重を増やすためエンジンマウントが20 mm前方に移され、ステアリングヘッドの位置も変わり上部のレールがわずかに低くされている。NSはスイングアームが長く、重量配分が変更されており、リヤサスペンションとスイングアームをつなげるリンクの形状も若干異なる。フロントフォークのアウターチューブはNSがマグネシウム合金製に対しRSはアルミ合金製であり、サスペンション径もNSは⌀43とRSより太い。
オイルや冷却水などを含む半乾燥重量はRSが122 ㎏に対しNSではチタン製やマグネシウム製のボルト、ナット、パーツを多用し、そのほかにも細部にわたる軽量化を施したため117 kgと5 kg軽い。ホンダレーシング（HRC）のテストでRS500のボルト類をワークスNS500の物に置き換えたところ数キログラムの単位で軽くなったとのレポートもある。

##### エンジン関連
V型3気筒でレイアウトやデザインは同一だが、シリンダーはNSがOリングとラバーシールによってクランクケースに取り付けるのに対しRSでは従来のガスケットを介して取り付けられている。そのため取り付け前の排気/吸気ポートの高さが異なる。ワークスNSではこのシリンダーブロックに当時の最新技術を使ったCFRP製リードバルブを使用している。
クランクシャフト、ピストン、ミッションのデザインは同じだが、クラッチハウジング、ギヤセレクター、ギヤの材質が異なりNSの方が重量と抵抗が少ない。クランクケースはRSがアルミ合金製であるのに対しNSではマグネシウム合金製であるクランクケースはRSがアルミ合金製であるのに対しNSではマグネシウム合金製である。
キャブレターはどちらもケーヒンのマグネシウム合金製だが、RSが⌀36に対しNSが⌀37で楕円形の吸気口を採用している。
排気デバイスのATACはRSでは、1983年と1984年モデルには装備されなかったが、1985年モデルで上の2気筒のみに装備された。それに対しNSは1984年以降、3気筒に全部装備されており、スロットルレスポンスと扱いやすさに差があった。RSでは初期のワークスNSと同様、8000回転を超えてATACのバルブが閉じたあと急激に加速していくためコーナーリング中にこの回転域に入るとテールスライドが突然始まるなど、神経質な特性であったがNSでは低回転からもっとスムースにピークパワーに続く特性でより無駄なくパワーを使いこなせるものであり、トルク感とレスポンスは非常に鋭かった。ATAC非装備だった初期のRSはワークスNSデビュー年だった82年モデルに近いパワー特性でパワーバンドは狭く神経質な特性だった。エキゾーストパイプも異なり、RSと比較してNSでは10馬力近く高い133馬力を発揮している。
1985年シーズン、チームイタリアのファビオ・ビリオッティが駆るRS500のメカニックだった「ペッビーノ」ことジュゼッペ・コンサルビイは3つ目のATACを自作して取り付けた。その結果ビリオッティは地元イタリアのミサノで開催されたサンマリノGPで9位入賞を果たした。

#### 諸元
1984年型は、1983年型ワークスマシンNS500の市販型として販売される。
1984年型RS500R諸元
- エンジン - 水冷2ストローク ピストンリードバルブV型3気筒
  - 内径62.6 mm × 行程54 mm
  - 排気量 - 499 cc
  - 出力 - 125 PS / 11,000 rpm
  - トルク - 8 kg·m / 10,500 rpm
- ギヤボックス - 6段
- 車体
  - フレーム - アルミニウム合金角パイプ ダブルクレードル
  - 全長 - 2,002 mm、全幅 - 640 mm、全高 - 1,105 mm
  - ホイールベース - 1,380 mm
  - 車重（乾燥）- 127 kg
- サスペンション
  - フロントサスペンション - テレスコピック
  - リアサスペンション - 角パイプ スイングアーム[注釈 1] & プロリンクサス（1本サス）
- ブレーキ
  - フロントブレーキ - ディスクブレーキ（ダブルディスク）
  - リアブレーキ - ディスクブレーキ
- ホイール系
  - ホイール - コムスターホイール
- 始動方式 - 押しがけ
- 価格 - 600万円

1986年型は、フレームがアルミニウム合金ツインチューブとなる。生産台数は10 - 15台。
1986年型RS500R諸元
- エンジン - 水冷2ストローク ピストンリードバルブV型3気筒
  - 内径62.6 mm × 行程54 mm
  - 排気量 - 499 cc
  - 出力 - 125 PS / 11,000 rpm
  - トルク - 8.14 kg·m / 11,000 rpm
- ギヤボックス - 6段
- 車体
  - フレーム - アルミニウム合金 ツインチューブ
  - 全長 - 2,012 mm、全幅 - 620 mm、全高 - 1,095 mm
  - ホイールベース - 1,397 mm
- サスペンション
  - フロントサスペンション - テレスコピック
  - リアサスペンション - 角パイプ スイングアーム[注釈 1] & プロリンクサス（1本サス）
- ブレーキ
  - フロントブレーキ - ディスクブレーキ（ダブルディスク）
  - リアブレーキ - ディスクブレーキ
- ホイール系
  - ホイール - キャストホイール
- 始動方式 - 押しがけ
- 価格 - 650万円